# Neuhausen/Spree
Neuhausen/Spree (in lusaziano inferiore Kopańca) è un comune di 4 924 abitanti del Brandeburgo, in Germania.
Appartiene al circondario della Sprea-Neiße (targa SPN).

## Storia
Il comune di Neuhausen/Spree venne creato il 24 marzo 2003 dalla fusione del precedente comune di Neuhausen con i comuni di Bagenz, Drieschnitz-Kahsel, Frauendorf, Gablenz, Haasow, Koppatz, Klein Döbbern, Kathlow, Groß Döbbern, Groß Oßnig, Laubsdorf, Komptendorf, Roggosen e Sergen, che fino a tale data erano riuniti nell'Amt Neuhausen/Spree, contemporaneamente soppresso.

## Società

### Evoluzione demografica
- Sviluppo della popolazione dal 1875 entro gli attuali confini (linea blu: popolazione; linea puntata: confronto dello sviluppo della popolazione dello Stato del Brandenburgo; sfondo grigio: ai tempi del governo nazista; sfondo rosso: al tempo del governo comunista).
- Sviluppo recente della popolazione (linea blu) e previsioni.

| Anno | Abitanti |
| ---- | -------- |
| 1875 | 5 367    |
| 1890 | 5 568    |
| 1910 | 5 203    |
| 1925 | 5 431    |
| 1939 | 5 308    |
| 1950 | 6 251    |
| 1964 | 5 536    |

| Anno | Abitanti |
| ---- | -------- |
| 1971 | 5 325    |
| 1981 | 4 695    |
| 1985 | 4 564    |
| 1990 | 4 285    |
| 1995 | 4 745    |
| 2000 | 5 909    |
| 2005 | 5 723    |

| Anno | Abitanti |
| ---- | -------- |
| 2010 | 5 237    |
| 2015 | 4 997    |
| 2016 | 4 952    |
| 2017 | 4 935    |
| 2018 | 4 903    |
| 2019 | 4 941    |
| 2020 | 4 967    |

Fonti dei dati sono nel dettaglio nelle Wikimedia Commons..

## Geografia antropica
Il territorio comunale è suddiviso nelle seguenti frazioni (Ortsteil):
- Bagenz (con la località di Kaminka)
- Drieschnitz-Kahsel (con le località di Drieschnitz, Drieschnitz-Vorwerk e Kahsel)
- Frauendorf
- Gablenz
- Pücklerdorf Groß Döbbern/Pücklerowa wjas Wjelike Dobrynje
- Groß Oßnig (con le località di Harnischdorf e Roschitz)
- Haasow/Hažow
- Kathlow
- Klein Döbbern (con le località di Grenze e Schäferberg)
- Komptendorf
- Koppatz
- Laubsdorf (con la località di Heideschenke)
- Neuhausen (con la località di Bräsinchen)
- Roggosen
- Sergen (con la località di Grüntal)

## Amministrazione

### Gemellaggi
Neuhausen/Spree è gemellata con:
- Zielona Góra, dal 2007
- Żary, dal 2015
- Bayanga, dal 2017